# Acantholimon auganum
Acantholimon auganum är en triftväxtart som beskrevs av Aleksandr Andrejevitj Bunge. Acantholimon auganum ingår i släktet Acantholimon och familjen triftväxter. Inga underarter finns listade i Catalogue of Life.